# 近藤裕貴
近藤裕貴（こんどう ひろき、1969年〈昭和44年〉5月8日 - ）は、日本の政治家、実業家。日進市長（2期）。元日進市議会議員。元株式会社あさくま代表取締役社長、元名古屋青年会議所常任理事。
父は株式会社あさくま創業者の近藤誠司。

## 来歴
愛知県愛知郡日進町大字赤池（現在の日進市赤池町）で生まれる。1988年（昭和63年）、ハワイ州・マッキンレー高等学校卒業。1990年（平成2年）、カルフォルニア州・アカデミーパシフィックハリウッド校を卒業し、株式会社あさくまに入社。
1999年（平成11年）、株式会社あさくまの代表取締役社長に就任する。
2004年（平成16年）、株式会社あさくま代表取締役社長を退任。同年、名古屋青年会議所理事に就任する。
2005年（平成17年）、日進市子ども会議連絡協議会理事に就任する。2006年（平成18年）、名古屋青年会議所常任理事に就任。同年中に退任する。
2007年（平成19年）、日進市議会議員選挙に出馬し、初当選。日進市議会議長などを歴任する。3期目途中で日進市長選挙に立候補するため辞職。
2019年（令和元年）、日進市長選挙に出馬し、初当選。2023年（令和5年）の選挙では無投票で再選。

## 市政
- 2023年（令和5年）3月1日、性的少数者（LGBTなど）や事実婚のカップルを婚姻に相当する関係にあると認める「パートナーシップ宣誓制度」を導入した[8]。